# Erling Evensen
Erling Evensen (født 19. april 1914 i Ringsaker, død 31. juli 1998 samme sted) var en norsk langrendsløber, som konkurrerede i 1940'erne.
Han deltog i vinter-OL 1948 i St. Moritz, hvor han blev nummer femten på 18 km-distancen, hvorpå han gik førsteturen på det norske hold i 4 x 10 km stafet. Han havde problemer med sine ski på turen og lå blot som nummer fire, da han skiftede. Hans holdkammerater (Olav Økern, Reidar Nyborg og Olav Hagen) klarede sig lidt bedre, så Norge endte som nummer tre i tiden 2.44.33 timer, mens svenskerne var bedst med 2.32.08 og finnerne fik sølv med 2.41.06.